# Tamarix smyrnensis
Tamarix smyrnensis ist eine Pflanzenart aus der Gattung der Tamarisken (Tamarix) und der Familie der Tamariskengewächse (Tamaricaceae).

## Merkmale
Tamarix smyrnensis ist ein Strauch oder Baum, der Wuchshöhen von 2 bis 4 Meter erreicht. Die Rinde ist rötlich-braun bis braun. Die dachigen Blätter sind schuppenförmig und sitzend.
Es werden end- oder achselständige, dichte Trauben gebildet. Die kleinen, weißen und zwittrigen Blüten sind fünfzählig mit doppelter Blütenhülle. Die Kronblätter sind gekielt. Die Staubblätter sitzen zwischen den Lappen der Nektarscheibe. Die oberen Tragblätter sind mehr oder weniger häutig und dreieckig-drachenförmig.
Blütezeit ist von April bis Juni.
Die Chromosomenzahl beträgt 2n = 24.

## Vorkommen
Tamarix smyrnensis kommt im östlichen Mittelmeerraum und Orient vor. Ihr Verbreitungsgebiet umfasst Bulgarien, Rumänien, Griechenland, Kreta, das europäische Russland, die Türkei, Zypern, Irak, Iran, Afghanistan, der Kaukasusraum, Turkmenistan und Kasachstan. Die Art wächst an Flussufern und Sandküsten.

## Taxonomie
Tamarix smyrnensis wurde von Alexander von Bunge 1852 in Tentamen generis Tamaricum species accuratius definiendi, S. 53 erstbeschrieben. Ein Synonym für Tamarix smyrnensis Bunge ist Tamarix hohenackeri Bunge und Tamarix pallasii var. smyrnensis (Bunge) Boiss.